# Leck mir den Arsch fein recht schön sauber

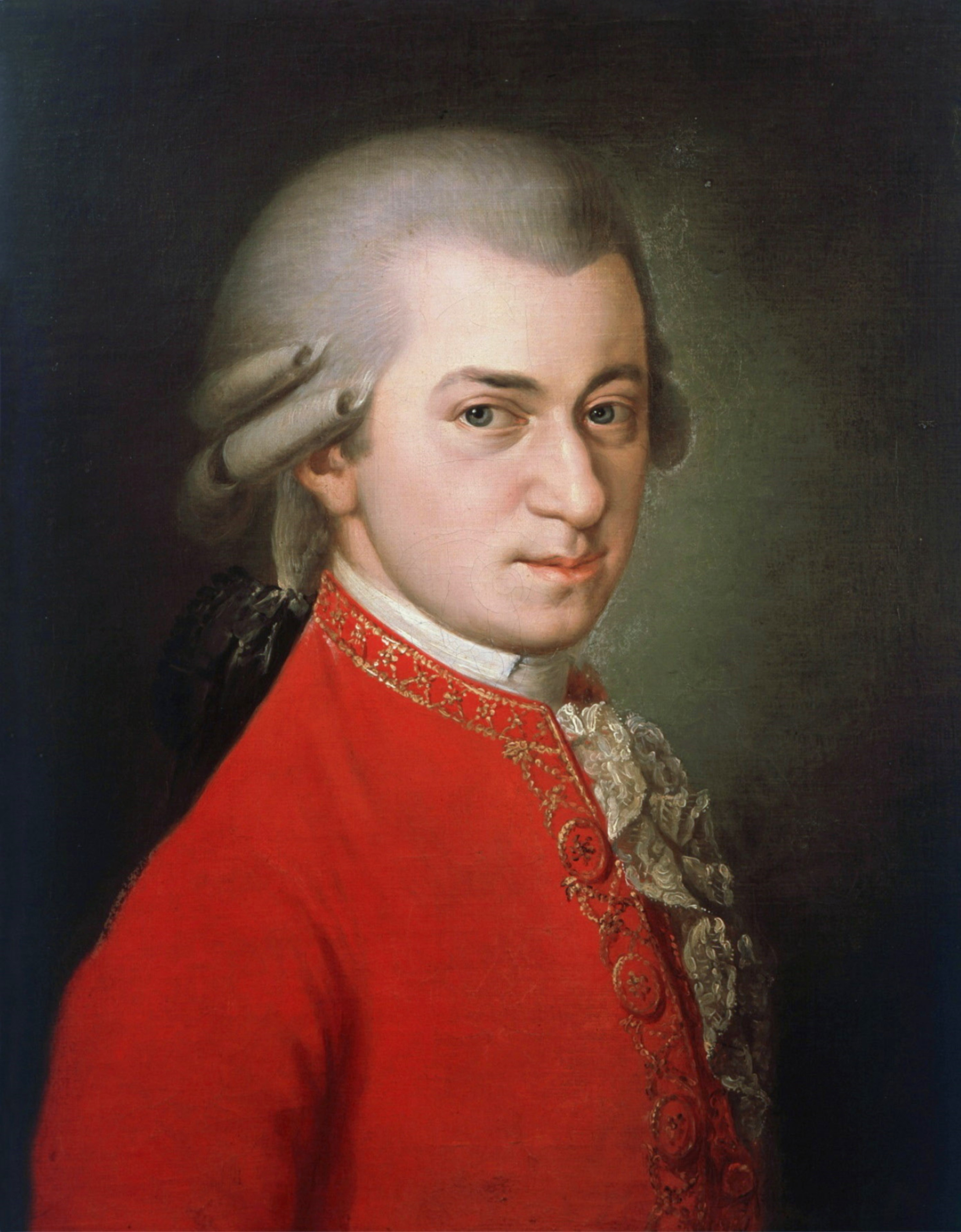
Wolfgang Amadeus Mozart — pintura póstuma realizada por Barbara Krafft hacia 1819.

Leck mir den Arsch fein recht schön sauber (en alemán, Lámeme el culo bien hasta dejármelo limpio) en si bemol mayor, K. 233/382d, es un canon para tres voces que habría sido compuesta al menos en parte por Wolfgang Amadeus Mozart durante 1782, en Viena.

## Autenticidad
En 1988, Wolfgang Plath, editor del Bärenreiter Neue Mozart-Ausgabe (NMA), presentó pruebas que evidenciaban que el compositor de la obra, así como del canon KV 234/382e, era, en realidad, Wenzel Trnka von Krzowitz (1739–1791). El que Mozart no fuera el autor de las KV 229, KV 230, KV 231, KV 233, KV 234 ya se había mencionado en la NMA en 1974. De todas formas, la letra, sin censura, probablemente fue hecha por el mismo Mozart.[cita requerida]

## Letra
El texto redescubierto, y posiblemente original dice:
| Leck mir den Arsch recht schön, fein sauber lecke ihn, fein sauber lecke, leck mir den Arsch Das ist ein fettigs Begehren, nur gut mit Butter geschmiert, den das Lecken der Braten mein tagliches Thun. Drei lecken mehr als Zweie, nur her, machet die Prob' und leckt, leckt, leckt. Jeder leckt sein Arsch für sich. | Lámeme el culo bien, lámelo bien hasta que quede limpio, bien limpio, lámeme el culo. Es un grasiento deseo, bien embadurnado de mantequilla, como el chupar la carne asada, mi diaria actividad. Tres chupan más que dos, vamos, probadlo, y lamed, lamed, lamed. Todo el mundo se chupa su culo. |

### Letra alternativa
Según Neue Mozart Edition este es el texto cambiado por Johann Christoph Härtel (1763–1827) o por Christoph Gottlob Breitkopf (1750–1800), para la edición de 1804 de los cánones en Œvres Complettes de Breitkopf & Härtel.
| Nichts labt mich mehr als Wein; er schleicht so sacht hinein, er schleicht so sacht, er schleicht sacht hinein! Er netzt, wenn alles gleich lechzet, die trockenen Kehlen allein; läßt wenn Murrkopf auch ächzet, stets fröhlich mich sein. Drum schwingt mit mir die Gläser! Stoßt an! Laßt alle Sorgen sein! Stoßt an! Wir ersäufen sie im Wein! | Nada me refresca más que el vino; entra tan bien, ¡entra tan bien, entra tan bien!. Cuando todo se reseca, humedece él solo las gargantas secas; hasta cuando me quejo sin parar siempre me alegra. ¡Alzad por ello conmigo los vasos! ¡Brindad! ¡Dejad marchar todas las penas! ¡Brindad! ¡Las ahogaremos en el vino! |

En la Complete Mozart Edition ('Edición completa de Mozart'), de la compañía Brilliant Classic, se usa una adaptación distinta de la letra.
| Leck mir den Arsch fein rein. Soll das denn Urtext sein? Soll das denn Mozarts Urtext sein?! Leck mir?! O nein, o nein! Dies Bildnis ist so rein, ist so weiss wie ein Schwan! Leck mir? Das kann nicht sein, nein! O nein! Soll das denn wirklich Urtext sein? Nein, der Mozart war ein feiner Mann! | Chúpame el culo hasta que quede limpio. ¿Esa es la letra original? ¡¿Es esa la letra original de Mozart?! ¡¿Chúpame?! ¡Oh no, oh no! Esta imagen es tan pura, ¡es tan blanca como un cisne! ¿Chúpame? ¡No puede ser, no! ¡Oh no! ¿Es realmente así la letra original? No, ¡el Mozart era un hombre decente! |